# 本田憲子
本田 憲子（ほんだ のりこ、1943年11月21日 - ）は、日本の元女子バレーボール選手。金メダリスト。

## 来歴
愛知県春日井市出身。母親は元バスケットボール選手、長兄はバレーボール選手、次弟は野球選手というスポーツ一家に生まれる。
名古屋市立桜台高校在学中、1960年全国高校バレーボール大会（徳島県）でベスト8を経験し、1964年東京オリンピック強化選手に選ばれる。卒業後、日紡貝塚に入社し、大松博文の指導を受ける。
1962年世界選手権（ ソビエト連邦：モスクワ開催）で金メダルを獲得した。1964年東京オリンピック後の「新生ニチボー」で活動。1965年ブラジルバレーボール連盟主催 南米大会（サンパウロ開催）に全日本チームとして招待され優勝。欧州、中南米、アジアを転戦した。1966年第5回アジア競技大会（ タイ：バンコク開催）で金メダル。国内大会では都市対抗、全日本総合、日本リーグなどで優勝し、1967年にニチボー258連勝に貢献して引退した。

## 球歴
- 全日本代表としての主な国際大会出場歴
  - 世界選手権 - 1962年

## 所属チーム
- 名古屋市立桜台高校
- ニチボー貝塚（1962-1967年）